# Октет (музика)
Октет — музичний ансамбль з восьми музикантів-виконавців, вокалістів або інструменталістів, а також твір для такого ансамблю.
У класичній музиці октет є однією з широко поширених форм камерного мистецтва: колективи з восьми виконавців виконували серенади і дивертисменти ще в XVII столітті. Слово «октет» з'явилося тільки на початку XIX століття, як назва композиції принца Прусського Луї Фердинанда, чий октет op. 12 (опублікований посмертно в 1808) включає фортепіано разом з кларнетом, 2 валторнами, 2 скрипками та 2 віолончелями. Пізніше октети з фортепіано були написані, наприклад, Фердинандом Рисом (op. 128, 1818, для кларнета, валторни, фагота, скрипки, альта, віолончелі та контрабаса), Антоном Рубінштейном (op. 9, 1856, для флейти, кларнета, валторни, скрипки, альта, віолончелі та контрабаса), Павлом Юоном (Камерна симфонія, op. 27, 1907), Галиною Уствольською (1950, для чотирьох скрипок, двох гобоїв, фортепіано та литавр).